# Nathan Mayer Rothschild
Nathan Mayer Freiherr von Rothschild (ur. 16 września 1777, zm. 28 lipca 1836) – londyński finansista i jeden z założycieli międzynarodowej potęgi banku Rothschildów.

## Życiorys
Urodził się we Frankfurcie nad Menem jako czwarte dziecko Mayera Amschela Rothschilda (1744–1812) i Gutle Schnapper (1753–1849).
W 1798 roku zamieszkał w Manchesterze i prowadził handel wyrobami włókienniczymi oraz zajmował się finansami. Później przeprowadził się do Londynu i rozpoczął działalność bankową w 1805 roku.
W dniu 22 października 1806 r. poślubił w Londynie Hannah Barent-Cohen (1783-1850). Mieli siedmioro dzieci:
1. Charlotte Rothschild (1807–1859) poślubiła Anselma, syna Salomona Rothschilda
2. Lionel Nathan (1808–1879)
3. Anthony Nathan (1810–1876)
4. Nathaniel (1812–1870)
5. Hannah Mayer (1815–1864) poślubiła Henriego FitzRoya (1807–1859)
6. Mayer Amschel (1818–1874)
7. Louise (1820–1894) poślubiła Karla Rothschilda

W 1818 roku dostał tytuł Reichsfreiherra od cesarza Franciszka II Habsburga. Został pochowany na otwartym w 1761 cmentarzu żydowskim przy Brady Street w Londynie.